# Dorpskerk van Tempelhof
De Dorpskerk van Tempelhof (Duits: Dorfkiche Tempelhof) is een kerk in Berlijn-Tempelhof. De dorpskerk is waarschijnlijk rond 1200 gebouwd als stenen kerk en tempelierskapel voor de Commanderij van Tempelhof voor de Orde van de Tempeliers. Tempelhof  was een van de drie dorpen die eigendom was van de eerder genoemde Commanderij, de andere twee dorpen waren  Berlijn-Mariendorf en Berlijn-Marienfelde. De dorpskerk van Tempelhof is een van de oudste kerken van Berlijn en de Mittelmark van de deelstaat Brandenburg. De kerk is gebouwd van veldsteen. Hij is echter wel compleet gereconstrueerd, dus formeel is nu dus de Dorpskerk van Marienfelde die gebouwd werd tussen 1230 en 1240 de oudste nog bestaande kerk van Berlijn. De Dorpskerk van Mariendorf, Dorpskerk van Marienfelde en de Bethlehemskerk in Boheems-Rixdorf zijn dochterkerken van de Tempelierscommanderij van Tempelhof. De tweede kerk werd na een brand gebouwd rond 1250. De Commanderij en haar kerken waren onderdeel van de Duitse migratie naar het oosten, die in deze streek plaatsvond tussen ca.1200 en 1500.
De dorpskerk is een van de 57 dorpskerken die Groot-Berlijn sinds 1920 kent. De kerk is gebouwd in de romaanse en romanogotische stijl en is een van de vele veldsteenkerken in de Teltow (streek).

## Geschiedenis
Vanaf het begin stond de huidige kerk ver van het dorpscentrum, op een opvallende hoogte binnen een ommuurd kerkhof tussen oorspronkelijk vier meren van het historische dorp Tempelhof. Slechts twee van deze meren bestaan tegenwoordig nog, de Klarensee en Wilhelmsteich bevinden zich nu in het Altenpark en  het Lehnepark. De vijver onder de huidige Reinhardtplatz werd rond 1900 gevuld en gedempt ten gunste van een marktplein. Het is niet helemaal duidelijk of het dorp en de Commanderij van Tempelhof, beide tegelijkertijd zijn ontstaan.
Na de luchtbombardementen in 1943 en 1944 op Berlijn stonden alleen de omringende muren van de dorpskerk nog  overeind. Tijdens de wederopbouw werd het interieur in 1952 archeologisch onderzocht.

## Afbeeldingen

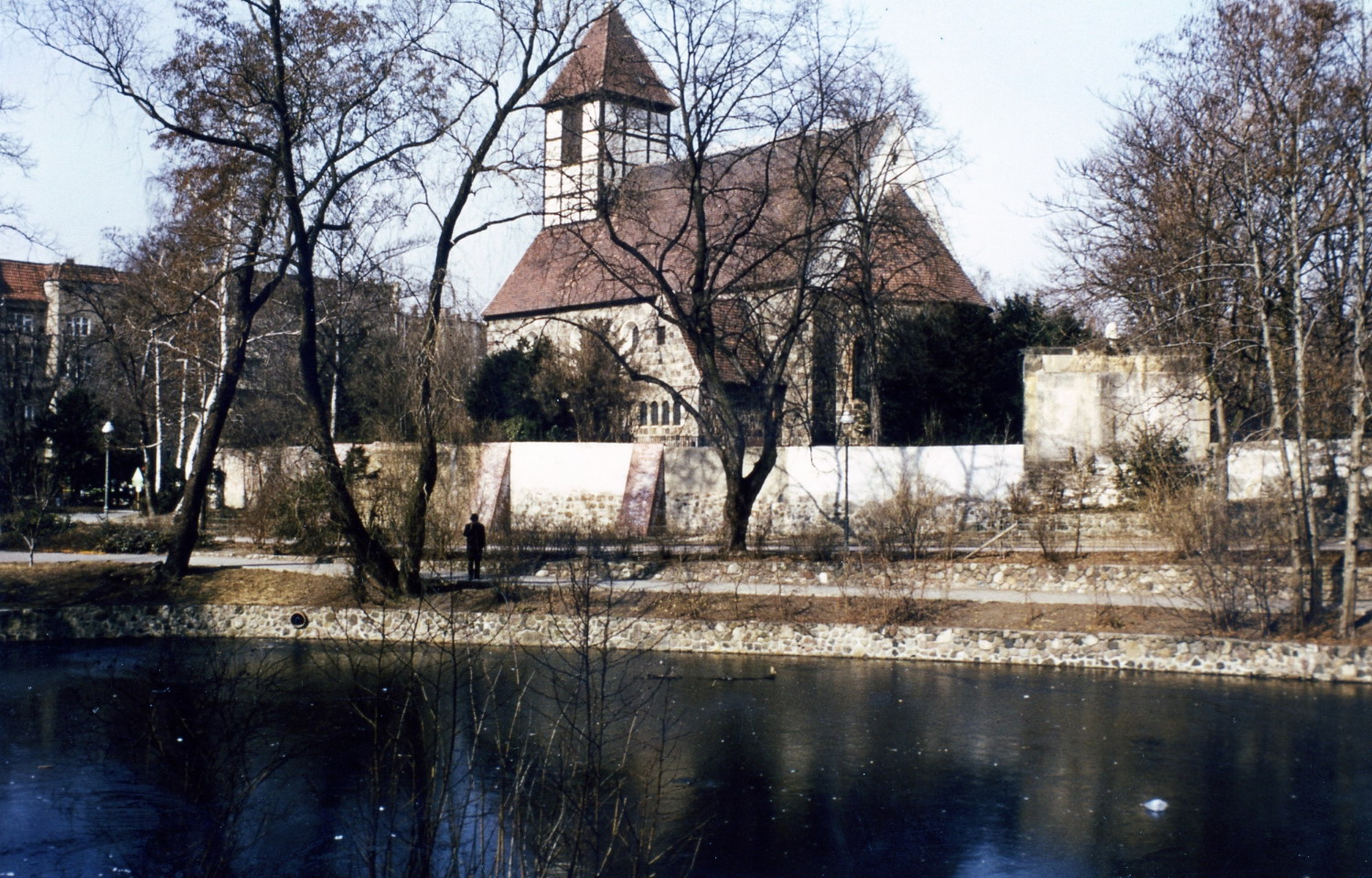
De dorpskerk in 1983
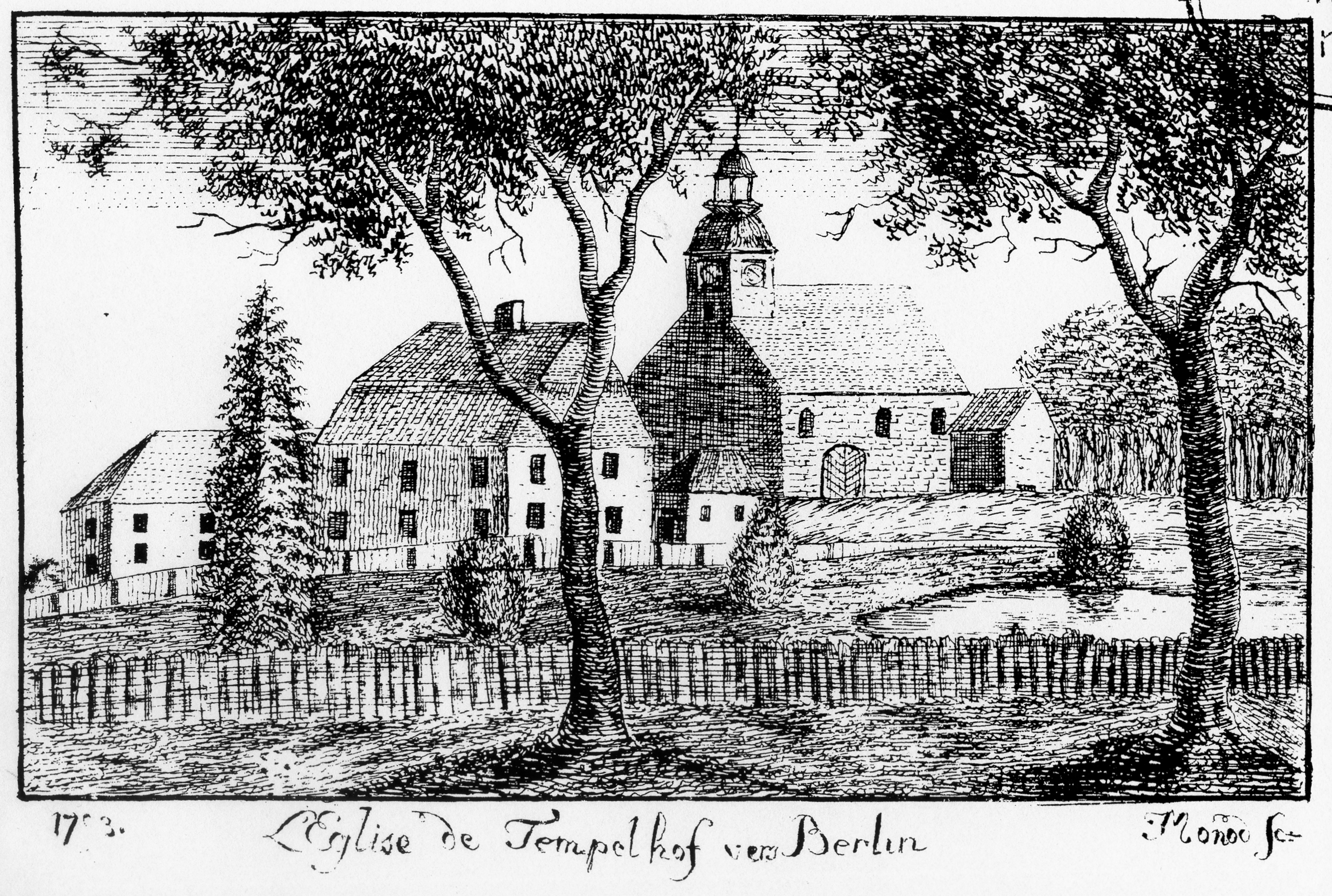
Tekening van het historische landgoed in 1793
Het Tempelierskruis
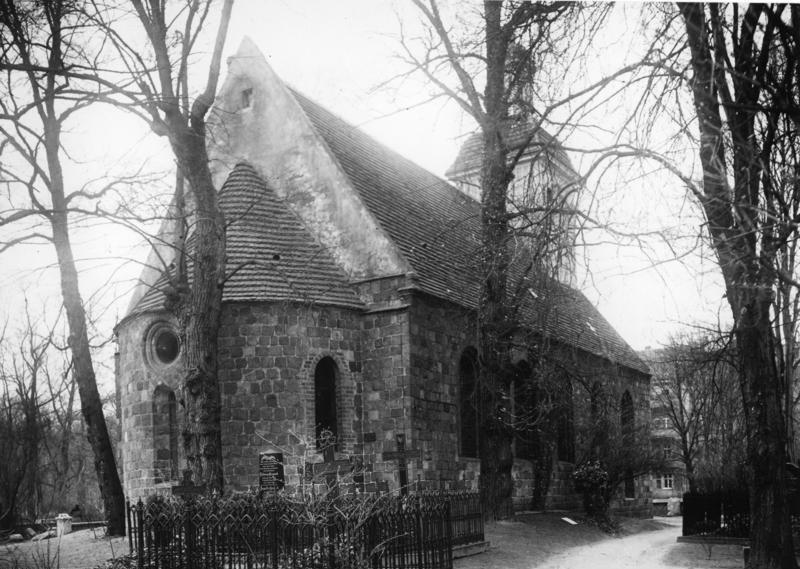
De Apsis van de dorpskerk Dorfkirche Tempelhof, rond 1930